# Кеш (Арканзас)
Кеш (енгл. Cash) град је у америчкој савезној држави Арканзас.

## Демографија
По попису из 2010. године број становника је 342, што је 48 (16,3%) становника више него 2000. године.
| Група             | 2000.       | 2010.       |
| Белци             | 289 (98,3%) | 321 (93,9%) |
| Афроамериканци    | 2 (0,7%)    | 0 (0,0%)    |
| Азијати           | 1 (0,3%)    | 0 (0,0%)    |
| Хиспаноамериканци | 2 (0,7%)    | 16 (4,7%)   |
| Укупно            | 294         | 342         |